# Helikopter
Helikopter (grč. ἕλιξ, spirala + πτερόν, pero, krilo, perje) je zrakoplov teži od zraka koji stvara uzgon i porivnu silu preko jednog ili više vodoravnih nosećih rotora, od kojih svaki ima dva ili više krakova (lopatica). Helikopter spada u red rotokoptera, podvrstu zrakoplova koji uzgonsku silu ne proizvode pomoću krila, nego pomoću rotora.

## Povijesni razvoj
Idejnim začetnicima razvoja helikoptera smatraju se Kinezi koji su još u 4. stoljeću pr. Kr. razvili male leteće igračke od bambusa u obliku helikoptera. Leonardo da Vinci je oko 1500. godine nacrtao dizajn letećeg stroja za okomito polijetanje koji se mogao opisati kao leteći vijak na ručni pogon. U sljedećim stoljećima mnogi su inovatori eksperimentirali s mogućnošću okomitog leta, iako su se svi praktični koncepti zasnivali na principima rada kineske igračke radije nego na da Vincijevom konceptu vijka koji se u konačnici pokazao promašajem. Samu riječ "helikopter" skovao je 1861. godine francuski inovator Gustave de Ponton d'Amécourt, koji je javnosti prvi prikazao svoj mali model na parni pogon. Međutim, prve su se praktično upotrebljive letjelice, preteče današnjih helikoptera, s rotirajućim uzgonskim površinama pojavile tek dvadesetih godina prošlog stoljeća, pod nazivom autožiri (žirokopteri) koje je razvio Juan de la Cierva 1923. godine. Pioniri ove vrste zrakoplova bili su Jan Bahyl, Oszkár Asbóth, Louis Breguet, Paul Cornu, Traian Vuia, Emile Berliner, Ogneslav Kostovic Stepanovic i Igor Sikorsky. Nijemci su helikoptere izrađivali već prije Drugog svjetskoga rata i upotrebljavali ih u ratu u ograničenom opsegu, a prvi potpuno upravljiv jednorotorni helikopter koji je ušao u masovnu industrijsku proizvodnju konstruirao je u SAD-u ruski konstruktor Igor Sikorsky 1942. godine.

## Razlike u odnosu na druge vrste zrakoplova
Helikopter se razlikuje od aviona po tome što se njegova uzgonska "krila" (odnosno krakovi rotora) kreću  (rotiraju) neovisno od kretanja same letjelice, dok kod aviona uzgon na krilima nastaje kretanjem cijele letjelice kroz zrak. Od autožira se pak razlikuje po tome što njegov rotor proizvodi obje aerodinamičke sile potrebne za okomiti i vodoravni let: uzgon i potisak. Prednost helikoptera u odnosu na avion jest ta što helikopter može okomito uzlijetati i slijetati te letjeti (lebdjeti) u mjestu i okretati se oko vlastite osi. Slabe strane u odnosu na avion su manja brzina, manji dolet, nosivost bitno manja, a utrošak pogonskog goriva je veći.

## Mehanizam letenja
Krila helikoptera su zapravo krakovi rotora, koji, spojeni na glavu rotora, čine noseći glavni rotor pokretan pogonskim motorom. Rotorski sustav može biti izveden:
- s jednim rotorom i pomoćnim repnim rotorom za svladavanje okretnog momenta, jer bi se u protivnom trup helikoptera vrtio oko vlastite osi u suprotnom smjeru od vrtnje glavnog rotora;
- s dva glavna rotora u tandemu, koji se okreću u suprotnim smjerovima, stvarajući potreban uzgon, a zakretne sile koje djeluju na letjelicu se pritom poništavaju;
- s dva sinkronizirana rotora, koji su smješteni iznad trupa, ali svaki na svojoj strani
- s koaksijalnim rotorima,

Rotor može imati dva do osam krakova.
Uzgon se kod helikoptera postiže strujanjem zraka oko krakova rotora. Struja zraka nad gornjom površinom kraka prevaljuje duži put po jedinici vremena od struje zraka pod donjom površinom. Bernoullijev princip nalaže da se pritom stvara veći tlak na donjoj površini kraka rotora od onog na gornjoj, što ima za posljedicu uzgonsku silu u smjeru okomitom od rotacije krakova rotora prema području nižeg tlaka (odnosno gornjoj strani).
Koliku silu uzgona pojedini krak stvara, ovisi o njegovom napadnom kutu. To je kut relativnog smjera vjetra (koji je određen smjerom gibanja letjelice) i nagiba krakova rotora. Osim ovako dobivenog uzgona, helikopteri postižu i tzv. translacijski uzgon pri određenom rasponu brzina. Razlog tomu je, što se rotor helikoptera ponaša slično kao i krilo zrakoplova, te pritom proizvodi dodatni uzgon. 
Kretanjem helikoptera kroz zrak javlja se i niz problema, a najvažniji glede postizanja velikih brzina su: nadzvučna brzina strujanja zraka na vrhovima krakova rotora i problema sloma uzgona na nazadnom kraku. Posljedica toga je nemogućnost suvremenih helikoptera da razviju brzine veće od 330 km/h u vodoravnom letu, iako nije problem postići odgovarajući odnos snage pogonske skupine i težine helikoptera za takav pothvat.

### Problem velikih brzina opstrujavanja vrhova lopatica nosećeg rotora
Pri lebdenju helikopterom brzina opstrujavanja po obodu diska rotora (kružna površina koju opisuju lopatice prilikom okretanja rotora) raste od središta prema van. Ako se poveća broj okretaja ili dužina lopatica, s ciljem postizanja većeg uzgona i brzine, dolazi do štetne pojave nadzvučnog opstrujavanja vrhova lopatica i stvaranja dodatnog velikog zračnog otpora. Što se više povećava broj okretaja ili dužina krakova povećava se i zona nadzvučnog strujanja. Tako se daljim povećanjem snage i potrošnje goriva ne dobiva veća brzina jer zračni otpor raste.
Čim helikopter krene iz lebdenja u progresivni let, najčešće prema naprijed, brzine opstrujavanja rotora počinju se mijenjati na raznim mjestima unutar diska te se sve skupa jako dodatno zakomplicira. Općenito promatrajući, brzina opstrujavanja zraka povećava se na strani napadne lopatice dok se smanjuje na strani nazadne. Povećanjem brzine leta povećava se i ta razlika pa dolazi do jačeg momenta valjanja oko uzdužne osi helikoptera jer je na napadnoj strani uzgon sve veći a na nazadnoj sve manji. Zato lopatica tijekom jednog ciklusa okretanja za 360° mijenja napadni kut (npr. na nazadnoj strani uzgon se povećava) kako bi se iskompenzirao moment valjanja. Ali hod napadnog kuta je ograničen i može se mijenjati samo do neke maksimalne vrijednosti. Kad na primjer helikopter leti zračnom brzinom 210 km/h tada zračna brzina vrhova lopatica određene dužine, samo zbog okretanja, iznosi 676 km/h. Zapravo, njihova zračna brzina oscilira u pojasu od 467 do 884 km/h.

### Otkazivanje motora
U slučaju otkazivanja motora na dovoljno visokoj visini i pri dovoljno velikoj brzini, helikopter se može relativno sigurno spustiti, jer će se rotor i dalje okretati gonjen strujom zraka, pod efektom poznatim kao autorotacija, i tako omogućiti stvaranje uzgona koji će spriječiti nagli i pogibeljni pad. Ključan trenutak pri takvom slijetanju je pravovremena promjena nagibnog kuta krakova rotora, čime se postiže znatan porast sile uzgona koje će omugućiti sigurno spuštanje letjelice na zemlju. Problem je što se takvom promjenom napadnog kuta krakova naglo gubi njihova kutna brzina, a time i uzgon, te ako pilot to prerano učini, pad je neizbježan. Isto tako, ako predugo čeka, helikopter se neće uspjeti dovoljno usporiti prije dodira sa zemljom.

## Primjena
Helikopter je danas u širokoj primjeni u civilnom, a naročito u vojnom zrakoplovstvu. Upotrebljava se za prijevoz putnika na kraćim udaljenostima, u spašavanju, prijevozu tereta, nadzoru iz zraka (npr. policija), ali i borbenim zadaćama.
Glavni svjetski proizvođači helikoptera su američki Sikorsky, Boeing i Bell, europski Eurocopter i ruski Mil i Kamov.

## Vanjske poveznice
- Helikopter Hrvatska tehnička enciklopedija, portal hrvatske tehničke baštine. LZMK